# Яцьки
Яцьки́ — село в Україні, у Васильківській міській громаді Обухівського району Київської області. Населення становить 821 осіб.
Під Яцьками знаходився табір Івана Брюховецького в червні 1665 року.
Яцьки — колишнє власницьке село Василівської волості, 1716 осіб, 210 дворів, православна церква, школа, 2 постоялих будинки.
Метричні книги, клірові відомості, сповідні розписи церкви св. Миколая с. Яцьки Василівської волості Васильківського пов. Київської губ. зберігаються в ЦДІАК України.

## Географія
Селом тече річка Крива.

## Книга про село
Написана, зверстана, підготовлена до друку книга про село Яцьки. Це 523 сторінки цікавого, добротного тексту, одночасно з фотоілюстраціями. Над створенням її працювала група ентузіастів на чолі з професором Національної академії внутрішніх справ України, виідцем із цього села Василем Васильовичем Сокуром, відомим істориком і літератором.

## Відомі люди
Василь Сокур, кандидат історичних наук, професор кафедри держави і права Національної Академії внутрішніх справ України.